# Lea Krajnc
Lea Krajnc, slovenska rokometašica, * 1. april 1993, Izola.
Igra za Zağnos SK in Slovensko žensko rokometno reprezentanco.
Z reprezentanco Slovenije je nastopila na Evropskem prvenstvu v rokometu za ženske 2016.